# Droga krajowa B259 (Niemcy)
Droga krajowa B259 (Bundesstraße 259) – niemiecka droga krajowa przebiegająca w całości w granicach kraju związkowego Nadrenia-Palatynat. Liczy 24 km i łączy Büchel z Cochem nad Mozelą. 